# ギター弾きの恋
『ギター弾きの恋』（ギターひきのこい、Sweet and Lowdown）は、1999年に製作されたアメリカ映画。ウディ・アレン監督。ショーン・ペンが天才ジャズ・ギタリストを演じたドラマ。本作の演技によって、ショーン・ペンがアカデミー主演男優賞に、サマンサ・モートンがアカデミー助演女優賞にノミネートされた。
ドキュメンタリー風にストーリーが展開していくが、主人公のエメット・レイは架空の人物である。

## あらすじ
1930年代、ジャズ全盛期のシカゴ。ジプシージャズの天才ギタリストのエメット・レイは、崇拝するギタリストジャンゴ・ラインハルトの演奏が世界一で、自分は2番目に天才だと信じている。そんな彼は音楽に生きる反面、裏社会でも顔が通じ、娼婦の元締め、女遊び好きと自堕落な人生を送ってきた。
彼はニュージャージー州の海辺で友人ビルとの賭けに負け、仕方なくナンパした小柄で口のきけない女性ハッティと付き合うようになる。エメットの弾くギターに心惹かれたハッティは彼を愛すようになり、はじめは遊びのつもりだったエメットも辛くあたりつつも、素朴で優しい彼女に惹かれていく。
しかし、上流階級の女性ブランチに出会い惹かれた彼はハッティと別れ突然結婚するが、2人の共通点は派手好きなところ位で愛には乏しく、ブランチはいつしかジャズクラブの用心棒アルと不倫するようになっていった。

## キャスト
※括弧内は日本語吹替
- エメット・レイ - ショーン・ペン（岩崎ひろし）
- ハッティ - サマンサ・モートン
- ブランチ・ウィリアムズ - ユマ・サーマン（折笠愛）
- アル・トリオ - アンソニー・ラパーリア（中田和宏）
- ビル・シールズ - ブライアン・マーキンソン（後藤敦）
- エリー - グレッチェン・モル
- ミスター・ハインズ - ジョン・ウォーターズ
- ダグラス・マクグラス
- ナット・ヘントフ
- ベン・ダンカン（沢木郁也）
- ウディ・アレン（水野龍司）

## 音楽
本作の音楽はすべてディック・ハイマンによって編曲されている。
本作のギターソロの部分のすべてが、ギタリストのハワード・アルデンによって演奏されている。また、彼はショーン・ペンにギターの演奏法を指導した。

## 関連商品

### VHS / DVD
発売元 東芝デジタルフロンティア　販売元 タキコーポレーション

## 評価
本作は批評家から高評価を得た。レビュー・アグリゲーターのRotten Tomatoesでは61件のレビューで支持率は77%、平均点は6.80/10となった。Metacriticでは33件のレビューを基に加重平均値が70/100となった。